# Фомин-Нилов, Денис Валерьевич
Дени́с Вале́рьевич Фоми́н-Ни́лов (род. 23 июня 1979, Калинин, СССР) — российский историк, специалист в области социально-политической истории XX века и международных отношений, современной истории Скандинавских стран. Кандидат исторических наук (2005), доцент (2013). Ректор ГАУГН с 13 октября 2013 года до 5 сентября 2022 года (Россия, Москва). Депутат Совета муниципальных депутатов округа Якиманка в городе Москва (с 12 сентября 2022 года). С 12 сентября 2023 года по 7 октября 2024 года — исполняющий обязанности ректора Кыргызско-Российского славянского университета имени первого Президента Российской Федерации Б. Н. Ельцина (Кыргызстан, Бишкек).

## Биография
Родился 23 июня 1979 года в городе Калинине в семье советской интеллигенции.
Учился в Тверской гимназии N6 с 1986 по 1996, закончил музыкальную школу N1 по классу фортепиано. В детстве занимался самбо, дзюдо и плаванием.
Окончил в 2001 году Государственный университет гуманитарных наук. В период учёбы на Историческом факультете ГУГН (с 2008 года — ГАУГН) принимал активное участие в деятельности студенческого самоуправления, в том числе в организации научных студенческих мероприятий.
В период 1999—2000 изучал историю Норвегии и норвежский язык в ISS Университета г. Осло (Норвегия).
В 2005 году в Институте всеобщей истории РАН под научным руководством доктора исторических наук, профессора В. В. Рогинского защитил диссертацию на соискание учёной степени кандидата исторических наук по теме «Норвежская рабочая партия: путь к власти» (специальность «Всеобщая история» (новейшее время)); официальные оппоненты — доктор исторических наук, профессор Б. С. Орлов и доктор исторических наук О. В. Чернышёва; ведущая организация — Институт Европы РАН.
Старший научный сотрудник и руководитель Центра информационных технологий Института всеобщей истории РАН.
В 2005—2013 годах — учёный секретарь Государственного академического университета гуманитарных наук.
В 2009—2012 годах — член Совета молодых учёных РАН.
С 2009 года — заместитель главного редактора электронного научно-образовательного журнала «История» (https://history.jes.su/), обеспечивая разработку цифровой платформы jes.su (эНОЖ).
С октября 2013 года — исполняющий обязанности ректора Государственного академического университета гуманитарных наук, 28 февраля 2017 года избран ректором университета. 5 сентября 2022 года исполнение обязанностей ректора снято по инициативе министра науки и высшего образования РФ В. Н. Фалькова.
По результатам муниципальных выборов 9-11 сентября 2022 года избран депутатом Совета депутатов муниципального округа Якиманка в городе Москва.
12 сентября 2023 года назначен исполняющим обязанности ректора Кыргызско-Российского Славянского университета имени первого Президента РФ Б. Н. Ельцина. 7 октября 2024 года уволен приказом министра науки и высшего образования РФ В. Н. Фальковым.
Сопредседатель Российско-Белорусского экспертного клуба. Член Совета Российского исторического общества (до 20 июня 2023 года). Член Общественного совета Минпросвещения России (до сентября 2022 года).
Член редколлегии журнала «Евразия. Эксперт» и научного журнала «Общественные науки и современность».
Женат, воспитывает 2 дочерей.

## Научные труды

### Монографии
- Фомин-Нилов Д. В. Норвежская рабочая партия: путь к власти (1887-1935). — М.: Собрание, 2010. — 192 с. — ISBN 978-5-9606-0089-7.

### Пособия и учебники
- Фомин-Нилов Д. В., Гиголаев Г. Е. Отечественная история XX - начала XXI вв.: Документы и справочные материалы: Пособие для учащихся 11 классов образовательных учреждений / Под ред. А. О. Чубарьян. — М.: Просвещение, 2005. — 319 с. — ISBN 5-09-013291-7.
- Чубарьян А. О., Данилов А. А., Пивовар Е. И., Шубин А. В., Алексашкина Л. Н., Фомин-Нилов Д. В. Отечественная история XX - начала XXI века. 11 класс. — 2007. — 304 с. — (Академический школьный учебник). — 20 000 экз. — ISBN 978-5-09-017275-2.

### Статьи
на русском языке
- Фомин-Нилов Д. В. Общественно-политические движения в Норвегии (1884-1923) // Материалы первой научной студенческой конференции ГУГН. — М.: ИВИ РАН, 2000.
- Фомин-Нилов Д. В. Норвежская рабочая партия и мировая революция (конец XIX — первая треть XX века) // Всемирная история. Сборник молодых учёных. — М.: ИВИ РАН, 2002.
- Фомин-Нилов Д. В. Норвежская рабочая партия: путь к власти // Мировая социал-демократия: теория, история и современность. Материалы международной конференции. — М., 2003.
- Фомин-Нилов Д. В. Норвежская рабочая партия: источники и историография // Северная Европа. — М.: Наука, 2003.
- Фомин-Нилов Д. В. Исторические истоки современного кризиса Норвежской рабочей партии // XV конференция по изучению истории, экономики, литературы и языка Скандинавских стран и Финляндии. Тезисы докладов. Часть 1. — М.: ИВИ РАН, 2004.
- Фомин-Нилов Д. В. Социал-демократия в современной Норвегии // Актуальные проблемы Европы. — М.: ИНИОН, 2006. — № 3. — С. 92—106. — ISSN 0235-5620.
- Фомин-Нилов Д. В. Инновации и преподавание истории в образовательных учреждениях РФ // Электронный научно-образовательный журнал «История». — М.: "Интеграция: Образование и Наука", 2011. — Т. 1, вып. 5. — С. 8—9. — ISSN 2079-8784. Архивировано 20 февраля 2017 года.
- Фомин-Нилов Д. В. Вопросы историографии норвежской социал-демократии в исторической ретроспективе // Электронный научно-образовательный журнал «История». — М.: "Интеграция: Образование и Наука", 2011. — Т. 2, вып. 5. — С. 8—9. — ISSN 2079-8784.

на других языках
- Denis Fomin-Nilov. Den norske arbeiderbevegelsen reflektert i russisk presse // Norge-Russland 2004/2005. Norsk-russiske forbindelser i perioden 1814-1917: Rapport fra tverrfagling konferanse ved Norsk Folkemuseum 10-12 mars 2001. — Oslo: Utenriksdepartament, 2001.
- Ivan Tarkhanov, Denis Fomin-Nilov The Form of Scientific Papers in Online Historical Journals. 2016. doi:10.17485/ijst/2016/v9i29/88931